# Frente Unido de Acción Revolucionaria
El Frente Unido de Acción Revolucionaria (FUAR) fue creado en 1962 a instancias del Partido Comunista Salvadoreño (PCS) como un frente amplio de organizaciones opositoras en busca de nuevas formas de lucha contra el régimen militar de El Salvador. Sus planteamientos incluían la opción armada. El FUAR estaba formado no solo por militantes del PCS, sino también por estudiantes, sindicalistas, profesionales y capas medias no organizadas o pertenecientes a otras agrupaciones. Lo dirigía un consejo plural, y su coordinador era Schafik Handal, proveniente del sector universitario del PCS.

## Historia
La mayor parte de los militantes del FUAR provenían de la Asociación General de Estudiantes Universitarios Salvadoreños (AGEUS), y de la Federación Magisterial, antecedente de la Asociación Nacional de Educadores Salvadoreños (ANDES "21 de junio"), con una participación obrera limitada. Los sectores que conformaban el FUAR estaban divididos en "Columnas", y de éstas a su vez se desprendían los Grupos de Acción Revolucionaria (GAR). Aunque se planteaban como grupos de "autodefensa activa", la estructura estaba pensada para el desarrollo de grupos armados basados en una organización de tipo político-militar.
Algunos de los cuadros del FUAR, en especial militantes del PCS, recibieron entrenamiento militar en Cuba. También se realizaron algunos ejercicios, sin armas o con armas de madera, en casas y fincas dentro de El Salvador. Sin embargo, el FUAR desarrolló sobre todo labores de propaganda, con pintas, carteles y panfletos, especialmente en San Salvador.
Hubo dos factores que determinaron la desaparición del FUAR en 1963 (aunque oficialmente continuó funcionando hasta 1964). En primer lugar, la apertura democrática, la generación de empleos y las mejoras a la economía de los pobres impulsadas por el gobierno del general Julio Adalberto Rivera (1962-1967), con el apoyo de la Agencia Interamericana de Desarrollo y la Alianza para el Progreso. Ello restó impulso al descontento popular y neutralizó el entusiasmo provocado entre los sectores de la izquierda por el reciente triunfo de la Revolución Cubana. En segundo lugar, la oposición del líder obrero Salvador Cayetano Carpio, quien en 1963 regresó a El Salvador tras realizar estudios en la Unión Soviética. Para Carpio, el FUAR era una "desviación izquierdista" que debía corregirse, y propugnaba que el PCS debía centrarse en la organización y activación del sector obrero industrial (que apenas comenzaba a sustituir a los obreros artesanales), no en las iniciativas de las capas medias. La tesis de Carpio fue aceptada. En abril de 1964 fue elegido secretario general del PCS, y desarticulado el FUAR.